# Мерсенський договір

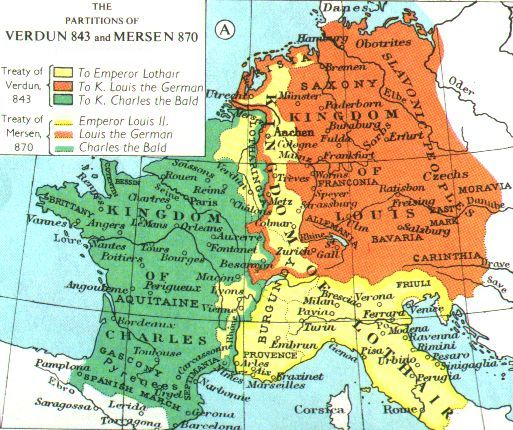
Мерсенський договір

Мерсенський договір 870 року — угода, укладена 8(9) серпня в Мерссені (сучасні Нідерланди) між Західно-Франкським королем Карлом Лисим і Східно-Франкським королем Людовиком Німецьким про розділ Лотаринзького королівства через відсутність прямих спадкоємців у їхнього племінника, лотаринзького короля Лотара II, який помер 869 року. Західна частина Лотарингії відійшла до Карла Лисого, східна — (більша за площею) Людовику Німецькому.